# Pumpe/dyse
Pumpe-/dyse-systemet er et indsprøjtningssystem til dieselmotorer, som anvendes af VAG-koncernen i dieselbilerne fra Volkswagen, Audi, SEAT og Škoda.
Systemet blev opfundet af Robert Bosch GmbH, og blev indført af VAG-koncernen i slutningen af 1990'erne.
Systemet vil løbende blive afløst af det billigere commonrail, og har i modsætning til commonrail én indsprøjtningspumpe for hver cylinder, hvor commonrail har én fælles indsprøjtningspumpe for alle cylindrene.

## Pumpe-dyse-systemet: optimalt tryk i hver cylinder
Pumpe-dyse-systemet (PD) anvendes udelukkende til biler og lette erhvervskøretøjer og gør det muligt med høje indsprøjtningstryk på op til 2.200 bar. Det er elektronisk styret system udviklet af Bosch for direkte dieselindsprøjtning. Det er egnet til biler og lette erhvervskøretøjer med en slagvolumen på op til 5 l og en motoreffekt på indtil 312 hk. Bosch udviklede pumpe-dyse-systemet og introducerede det på markedet i 1995. Det blev første gang installeret i serieproducerede biler i 1998. 
Tekniske karakteristika
Det særlige kendetegn for pumpedysesystemet er, at hver cylinder har sin egen individuelle pumpe. Pumpen og dysen er derfor samlet i én kompakt enhed, som er monteret direkte i topstykket. Pumpedysesystemet gør det muligt med høje indsprøjtningstryk på op til 2.200 bar.
Fordele
- Høj ydelse til rene og kraftige motorer
- Højeste indsprøjtningstryk og præcis styring af brændstofmængden
- Høj motoreffekt i forhold til lavt forbrug og lave motoremissioner
- Høj effektivitetsgrad takket være en kompakt konstruktion
- Lavt støjniveau takket være direkte montering i motorblokken
- Indsprøjtningstryk på op til 2.200 bar for det perfekte forhold i luft-brændstof-blandingen
- Meget stor slidstyrke for rulleventilløfteren
- Hurtig og enkel udskiftning under service

## Pumpe/dyse-motorer
| Motor   | Cylindre/ ventiler | Slagvolume | Ydelsestrin              | Motorkode                    | Bilmodeller |
| ------- | ------------------ | ---------- | ------------------------ | ---------------------------- | --- |
| 1.2 TDI | 3/6                | 1191 cm³   | 45 kW (61 hk) / 140 Nm   | ANY, AYZ                     | Volkswagen: 1999 Lupo |
| 1.4 TDI | 3/6                | 1422 cm³   | 51 kW (69 hk) / 155 Nm   | BNM, BWB                     | SEAT: 2005 Ibiza, 2005 Córdoba Škoda Auto: 2005 Fabia, 2006 Roomster Volkswagen: 2005 Fox, 2005 Polo IV |
| 1.4 TDI | 3/6                | 1422 cm³   | 55 kW (75 hk) / 195 Nm   | AMF, BAY                     | Audi: 1999 A2 SEAT: 2000 Arosa, 2003 Ibiza, 2002 Córdoba Škoda Auto: 2003 Fabia Volkswagen: 1999 Lupo, 1999 Polo III, 2001 Polo IV |
| 1.4 TDI | 3/6                | 1422 cm³   | 59 kW (80 hk) / 195 Nm   | BNV, BMS                     | SEAT: 2005 Ibiza, 2005 Córdoba Škoda Auto: 2005 Fabia, 2006 Roomster Volkswagen: 2005 Polo IV |
| 1.4 TDI | 3/6                | 1422 cm³   | 66 kW (90 hk) / 230 Nm   | ATL                          | Audi: 2003 A2 |
| 1.9 SDI | 4/8                | 1896 cm³   | 47 kW (64 hk) / 125 Nm   | ASY                          | SEAT: 2002 Ibiza, 2002 Córdoba Škoda Auto: 1999 Fabia Volkswagen: 2001 Polo IV |
| 1.9 TDI | 4/8                | 1896 cm³   | 55 kW (75 hk) / 210 Nm   | BSU                          | Volkswagen: 2006 Caddy |
| 1.9 TDI | 4/8                | 1896 cm³   | 62 kW (84 hk) / 200 Nm   | BRR                          | Volkswagen: 2006 Eurovan (T5) |
| 1.9 TDI | 4/8                | 1896 cm³   | 63 kW (86 hk) / 200 Nm   | AXC                          | Volkswagen: 2003 Eurovan (T5) |
| 1.9 TDI | 4/8                | 1896 cm³   | 66 kW (90 hk) / 210 Nm   | BRU, BXF, BXJ                | SEAT: 2008 Ibiza, 2007 León, 2009 Altea |
| 1.9 TDI | 4/8                | 1896 cm³   | 66 kW (90 hk) / 240 Nm   | ANU                          | Ford: 2000 Galaxy SEAT: 2000 Alhambra Volkswagen: 2000 Sharan |
| 1.9 TDI | 4/8                | 1896 cm³   | 74 kW (101 hk) / 240 Nm  | ATD, AXR, BMT                | Audi: 2001 A3 8L SEAT: 2002 Ibiza, 2002 Córdoba Škoda Auto: 1999 Fabia, 2000 Octavia I Volkswagen: 2001 Polo IV, 2000 Golf IV, 2000 Bora, 2000 New Beetle |
| 1.9 TDI | 4/8                | 1896 cm³   | 74 kW (101 hk) / 250 Nm  | AVB, AVQ                     | Audi: 2001 A4 B6 Škoda Auto: 2001 Superb I Volkswagen: 2000 Passat B5, 2003 Touran |
| 1.9 TDI | 4/8                | 1896 cm³   | 75 kW (102 hk) / 250 Nm  | BRS                          | Volkswagen: 2006 Eurovan (T5) |
| 1.9 TDI | 4/8                | 1896 cm³   | 77 kW (105 hk) / 240 Nm  | BSW                          | SEAT: 2008 Ibiza Škoda Auto: 2007 Fabia Volkswagen: 2005 New Beetle |
| 1.9 TDI | 4/8                | 1896 cm³   | 77 kW (105 hk) / 250 Nm  | AXB, BJB, BKC, BXE, BLS, BSV | Audi: 2003 A3 8P SEAT: 2005 León, 2004 Altea, 2004 Toledo Škoda Auto: 2004 Octavia II, 2005 Superb I, 2008 Superb II Volkswagen: 2003 Golf V, 2005 Jetta V, 2004 Touran, 2005 Passat B6                                                                               |
| 1.9 TDI | 4/8                | 1896 cm³   | 85 kW (116 hk) / 250 Nm  | BPZ                          | Škoda Auto: 2007 Superb I |
| 1.9 TDI | 4/8                | 1896 cm³   | 85 kW (116 hk) / 285 Nm  | AJM                          | Audi: 1998 A3 8L, 1998 A4 B5, 1998 A6 C5 Volkswagen: 1998 Golf IV, 1998 Bora, 1998 Passat B5 |
| 1.9 TDI | 4/8                | 1896 cm³   | 85 kW (116 hk) / 310 Nm  | AUY, ATJ                     | Audi: 1999 A4 B5, 1999 A6 C5 Ford: 2000 Galaxy SEAT: 2000 Alhambra Volkswagen: 1999 Golf IV, 1999 Bora, 1999 Passat B5, 2000 Sharan |
| 1.9 TDI | 4/8                | 1896 cm³   | 96 kW (130 hk) / 285 Nm  | AWX                          | Audi: 2000 A4 B6, 2001 A6 C5 Škoda Auto: 2001 Superb I Volkswagen: 2000 Passat B5 |
| 1.9 TDI | 4/8                | 1896 cm³   | 96 kW (130 hk) / 310 Nm  | AVF, ASZ, BLT                | Audi: 2000 A3 8L, 2001 A4 B6, 2001 A6 C5 Ford: 2003 Galaxy SEAT: 2002 Ibiza, 2002 Córdoba, 2003 León, 2003 Toledo, 2003 Alhambra Škoda Auto: 2003 Fabia, 2003 Octavia I, 2004 Superb I Volkswagen: 2003 Polo IV, 2001 Golf IV, 2001 Bora, 2000 Passat B5, 2003 Sharan |
| 1.9 TDI | 4/8                | 1896 cm³   | 110 kW (149 hk) / 320 Nm | ARL, BTB                     | Ford: 2004 Galaxy SEAT: 2000 León, 2000 Toledo, 2004 Alhambra Volkswagen: 2000 Golf IV, 2000 Bora, 2004 Sharan |
| 1.9 TDI | 4/8                | 1896 cm³   | 118 kW (160 hk) / 330 Nm | BPX, BUK                     | SEAT: 2004 Ibiza |
| 2.0 SDI | 4/8                | 1968 cm³   | 51 kW (69 hk) / 140 Nm   | BDJ, BST                     | Volkswagen: 2003 Caddy |
| 2.0 SDI | 4/8                | 1968 cm³   | 55 kW (75 hk) / 140 Nm   | BDK                          | Volkswagen: 2004 Golf V |
| 2.0 TDI | 4/8                | 1968 cm³   | 100 kW (136 hk) / 320 Nm | BMA                          | Volkswagen: 2005 Passat B6 |
| 2.0 TDI | 4/8                | 1968 cm³   | 100 kW (136 hk) / 335 Nm | BGW                          | Volkswagen: 2003 Passat B5 |
| 2.0 TDI | 4/8                | 1968 cm³   | 103 kW (140 hk) / 320 Nm | BMM, BMP, BPW, BSS           | Audi: 2005 A3 8P, 2004 A4 B6 SEAT: 2005 León, 2005 Altea, 2005 Toledo Škoda Auto: 2005 Octavia II, 2005 Superb I, 2008 Superb II Volkswagen: 2005 Golf V, 2005 Jetta V, 2005 Touran, 2007 Caddy, 2005 Passat B6                                                       |
| 2.0 TDI | 4/16               | 1968 cm³   | 100 kW (136 hk) / 320 Nm | AZV                          | Volkswagen: 2003 Touran |
| 2.0 TDI | 4/16               | 1968 cm³   | 103 kW (140 hk) / 320 Nm | BKD, BKP, BLB, BRE           | Audi: 2003 A3 8P, 2004 A4 B6, 2004 A6 C6 SEAT: 2005 León, 2004 Altea, 2004 Toledo Škoda Auto: 2004 Octavia II Volkswagen: 2003 Golf V, 2004 Touran, 2005 Jetta V, 2005 Passat B6                                                                                      |
| 2.0 TDI | 4/16               | 1968 cm³   | 120 kW (163 hk) / 350 Nm |                              | Volkswagen: 2005 Passat B6 |
| 2.0 TDI | 4/16               | 1968 cm³   | 125 kW (170 hk) / 350 Nm | BMR, BMN, BRD                | Audi: 2005 A3 8P, 2005 A4 B6 SEAT: 2006 León, 2006 Altea, 2006 Toledo Škoda: 2006 Octavia II Volkswagen: 2006 Golf V, 2006 Touran, 2006 Jetta V, 2006 Passat B6 |
| 2.5 TDI | 5/10               | 2461 cm³   | 96 kW (130 hk) / 340 Nm  | AXD, BNZ                     | Volkswagen: 2003 Eurovan (T5) |
| 2.5 TDI | 5/10               | 2461 cm³   | 128 kW (174 hk) / 400 Nm | AXE, BPC                     | Volkswagen: 2003 Eurovan (T5) |
| 5.0 TDI | 10/20              | 4921 cm³   | 230 kW (313 hk) / 750 Nm |                              | Volkswagen: 2002 Touareg, 2002 Phaeton |
| 5.0 TDI | 10/20              | 4921 cm³   | 258 kW (351 hk) / 850 Nm |                              | Volkswagen: 2007 Touareg |

 Der er for få eller ingen kildehenvisninger i denne artikel, hvilket er et problem. Du kan hjælpe ved at angive troværdige kilder til de påstande, som fremføres i artiklen.